# سوق الاثنين (قفل شمر)

تعديل مصدري - تعديل

سوق الاثنين هي إحدى قرى عزلة بني جل بمديرية قفل شمر التابعة لمحافظة حجة، بلغ تعداد سكانها 77 نسمة حسب تعداد اليمن لعام 2004.